# لي إن هاي
لي إن هاي (بالكورية: 이인혜)‏ هي ممثلة كورية جنوبية. ولدت يوم 21 فبراير 1981 في سول في كوريا الجنوبية.

## روابط خارجية
- لي إن هاي على موقع قاعدة بيانات الفيلم (الإنجليزية)
- لي إن هاي على موقع كينوبويسك (الروسية)